# اسکای نت ایرلاین
اسکای نت ایرلاین (انگلیسی: Sky Net Airline) یک شرکت هواپیمایی  بود که در سال ۲۰۱۱ میلادی تأسیس شد و در سال ۲۰۱۳ فعالیتش را آغاز کرده‌است. دفتر مرکزی اسکای نت ایرلاین در ایروان، ارمنستان واقع شده‌بود و قطب این شرکت هواپیمایی در فرودگاه بین‌المللی زوارتنوتس قرار داشت .